# Adelonetria
Adelonetria dubiosa és una espècie d'aranya araneomorfa pertanyent a la subfamília Erigoninae, dins de la família Linyphiidae. És l'únic membre del gènere monotípic Adelonetria.
Fou descrita per primera vegada per Alfred Frank Millidge l'any 1991,

## Distribució
És un endemisme de Xile, on es troba a la regió de los Lagos.